# Nymphoides verrucosum
Nymphoides verrucosum là một loài thực vật có hoa trong họ Menyanthaceae. Loài này được (R.E. Fr.) A. Galán & G. Navarro mô tả khoa học đầu tiên năm 1989.